# Autodrome Ste-Thérèse
L'Autodrome Ste-Thérèse était un circuit automobile ovale de 805 m (1/2 mille) situé dans le quartier Sainte-Thérèse-de-Lisieux de l'arrondissement de Beauport de la ville de Québec (Canada).

## Histoire
Construit à la fin des années 1950, il faisait alors partie de la municipalité de Sainte-Thérèse-de-Lisieux dont il tire son nom. Il se trouvait à l'extrémité nord de l'actuelle rue de l'Alaska. Jusqu'en 1964, la piste était de terre battue. Elle a été asphaltée pour la saison 1965.
En compétition directe avec le Quebec Modern Speedway de Val-St-Michel, l'Autodrome Ste-Thérèse a été très populaire au cours des années 1960 auprès des amateurs de courses automobile, et plus particulièrement de stock-car, dans la région de Québec. Reconnue pour être une piste très rapide, des milliers de spectateurs emplissaient régulièrement les estrades. La plupart des grands noms du stock-car québécois de l'époque y ont brillé, notamment Denis Giroux, Jean-Paul Cabana, Marcel Corriveau, Jack Lessard, Félix Bélanger, Dick Foley, Maurice Sylvain ou Claude Aubin, mais aussi des Ontariens comme Don Biederman ou des Américains comme Kenny King.